# علی مزروعی
علی الامین مزروعی معروف به علی مزروعی (متولد ۲۴ فوریه ۱۹۳۳ در مومباسا) جامعه‌شناس و اسلام‌شناس کنیایی‌ست. تمرکز او بر روی مسایل افریقایی و مناسبات جنوب و شمال است. او در شهر مومباسا در کنیا تولد یافت. مناصب او از جمله عبارت بود از مدیریت مرکز مطالعه فرهنگهای جهان در دانشگاه بینگامتون در شهر بینگامتون ایالت نیویورک آمریکا، و مدیر مرکز مطالعات آفریقا -آمریکا در دانشگاه میشیگان. از آثار مهم او آفریقاییان: میراث سه گانه (The Africans: A Triple Heritage).
تاریخ درگذشت او ۱۴ اکتبر ۲۰۱۴ است.